# Fèves
Fèves település Franciaországban, Moselle megyében. Lakosainak száma 1196 fő (2022. január 1.). Fèves Bronvaux, Maizières-lès-Metz, Marange-Silvange, Norroy-le-Veneur, Roncourt, Saint-Privat-la-Montagne, Semécourt és Woippy községekkel határos.

## Népesség
A település népességének változása:
| Lakosok száma | 614  | 582  | 742  | 929  | 946  | 1030 | 1118 | 1179 | 1204 | 1196 |
|               | 1968 | 1982 | 1990 | 2006 | 2013 | 2015 | 2017 | 2019 | 2020 | 2022 |